# Годишњак историјског друштва Бач-Бодрошке Жупаније
Годишњак Историјског друштва Бач-бодрошке жупаније је годишњак који је излазио од 5. фебруара 1885.  до 1918. године у Сомбору.

## Програм
Годишњак Историјског друштва Бач-бодрошке жупаније је био драгоцен извор радова и података о историјској прошлости Бачко-бодрошке жупаније.

### Периодичност излажења
Штампане су четири свеске годишње и издато је укупно 120 свезака.

### Место издавања
Сомбор, од 5. фебруара 1885. до 1918.

### Штампарија и издавач
Годишњак је штампан у штампарији Нандора Битермана.
Издавач Годишњака је био Бачко-бодрошка жупанија - Историјско друштво.

## Уредници
Уредник Годишњака Историјског друштва Бач-бодрошке жупаније је био Еде Маргалић.
Маргалић је био један од оснивача Историјског друштва у Сомбору и оснивач и уредник његовог Годишњака. Обновом рада Историјског друштва, 25. априла 1936. године, изабран је за његовог доживотног почасног председника.
Неколико година уредник је био Габор Гросшмид.

## Сарадници
Сарадници Годишњака су били:
- Габор Гросшмид је један је од оснивача Историјског друштва Бачко-бодрошке жупаније, чији је био секретар, а неколико година био је и уредник Годишњака у коме је и сам објављивао прилоге из историје.

- Ђерђ Радич је један је од оснивача Историјског друштва. Бавио се навинарством и књижевним радом.

- Ђула Дудаш је био члан Историјског друштва, а пошто се одликовао високом стручношћу  био је један од најзначајнијих сарадника Годишњака. Као једини професионални историчар у Друштву и своје тезе је научно доказивао.

- Имре Фрај је цео живот посветио је прикупљању нумизматичких, археолошких и историјских предмета и вршио њихову идетификацију и њихово систематско стручно сређивање. Резултате истраживања је објављивао у стручној литераутри и на страницама Годишњака. Изабран је за првог добротвора Друштва.

- Вилмош Донослович.

- Калман Губица.[1]